# Hijas de la Caridad en Guipúzcoa
La comunidad religiosa de las Hijas de la Caridad es una congregación internacional fundada en París en 1633 por Vicente de Paúl y Luisa de Marillac. Llegaron a España en 1789.
A diferencia de otras órdenes femeninas de la época, las Hijas de la Caridad gozaban de una vida secular que les permitía no tener que residir encerradas en un convento con el fin de ofrecer ayuda social donde se las necesitase. Por lo tanto, contaban con una libertad de movimientos vetada al resto de congregaciones que las hacía idóneas para su misión de consagración a los pobres.

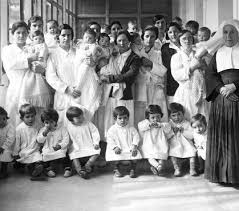
1929. Sor Pilar Pano en Fraisoro

Durante el siglo XX, en la provincia  de Guipúzcoa del País Vasco (España),  ejercían su labor en iniciativas públicas, privadas o de carácter mixto como   hospitales, inclusas o  casa de misericordia. En muchos casos, trabajaban  bajo la dirección de otras entidades, cumpliendo un papel fundamental en la atención a los más vulnerables.

## Historia
Fundaron algunas escuelas para niñas lo que favoreció el surgimiento de nuevas vocaciones. El hecho de que, al contrario que en el resto de órdenes religiosas, no fuera imprescindible el pago de una dote monástica para el ingreso en esta comunidad, provocó que el número de Hijas de la Caridad se incrementara notablemente a comienzos del siglo XX reflejándose en la proliferación de instituciones benéficas  en Guipúzcoa durante este periodo.

## Funciones
Eran trabajadoras de reducido salario, sin horario y ofrecían su servicio las 24 horas del día todos los días del año de una manera eficiente. Además, aportaban a la entidad el carácter religioso, esencial en la sociedad católica de aquel tiempo. A modo de ejemplo, en la Inclusa de Pamplona en 1806 era una norma para las nodrizas oír misa diaria y el rezo diario del rosario. Estas costumbres fueron relajándose con el paso de los años.

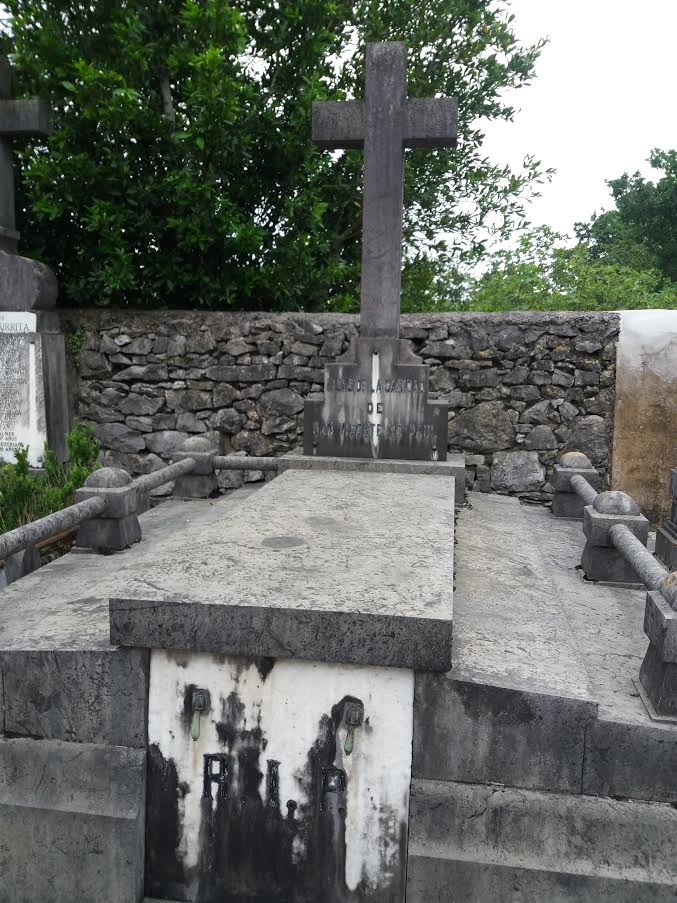
Panteón de las Hijas de la Caridad de Fraisoro en el cementerio de Amasa

En general, se responsabilizaban de la marcha diaria de las instituciones y la población de los centros estaba supeditada a las órdenes de la Madre Superiora salvo los médicos y el capellán. En este sentido en los inicios del Hospital civil San Antonio Abad de San Sebastiánen 1888, la superiora tuvo muchas atribuciones que ayudaron a consolidar la organización del hospital pero tras ese periodo se valoró que había que delimitar sus funciones por lo que en 1906 la Junta de Beneficencia acordó derogar la norma por la que se atribuía la religión católica a todo establecimiento de beneficencia del municipio. Con ello se delimitó las funciones de las religiosas, los médicos y los demás trabajadores.
Normalmente la comunidad religiosa disponía de un espacio propio dentro del establecimiento apartado del resto de la población de la casa. Para su alojamiento disponían de un dormitorio comunitario salvo la superiora que disponía de una habitación. En muchas ocasiones, tras su jubilación permanecían en la institución que cubría el enterramiento y los gastos funerarios. En este sentido, en el cementerio de Villabona existe un panteón de las religiosas de la Casa Cuna de Fraisoro.
En la década de los ochenta, se consolidó la profesionalización de las labores asistenciales lo que añadido a la disminución de vocaciones hizo que desaparecieran del panorama asistencial de Guipúzcoa.

## Centros en Guipúzcoa
Andoáin,(Asilo-Escuela)  Azcoitia,(Asilo-Escuela)  Azpeitia,(Asilo-Escuela)  Beasáin,(Asilo-Escuela)  Cestona, (Asilo-Escuela  Cizúrquil, (Casa Cuna) Elgóibar, (Asilo-Escuela), Fuenterrabía,  (Asilo-Escuela) Hernani, (Asilo-Escuela) Irún, (Hospital-Asilo)  Loyola en San Sebastián, (Casa de Misericordia)  Martutene en San Sebastián, (Instituto Psiquiátrico), Motrico, (Asilo- Escuela) Oñate, (Asilo-Escuela) Pasajes de San Pedro, (Asilo-Escuela) Rentería, (Asilo- Escuela)  San Sebastián, ( Hospital Civil San Antonio Abad, Asilo de Niños San José, Gota de Leche, Hospital Provincial, Colegio Apostólico, Cruz Roja,  Colonia "Goyeneche", Hospital Militar, Instituto Radioquirúrgico Onkologikoa, Escuela "Elizarán", Sanatorio Quirúrgico Martín Santos, Clínica San José ). Segura, (Asilo y Albergue de protección de menores), Tolosa (Casa de Misericordia, Cruz Roja), Vergara (Asilo) , Villafranca de Ordizia, (Asilo), Villarreal de Urrechua (Asilo-Escuela),

## Reconocimientos

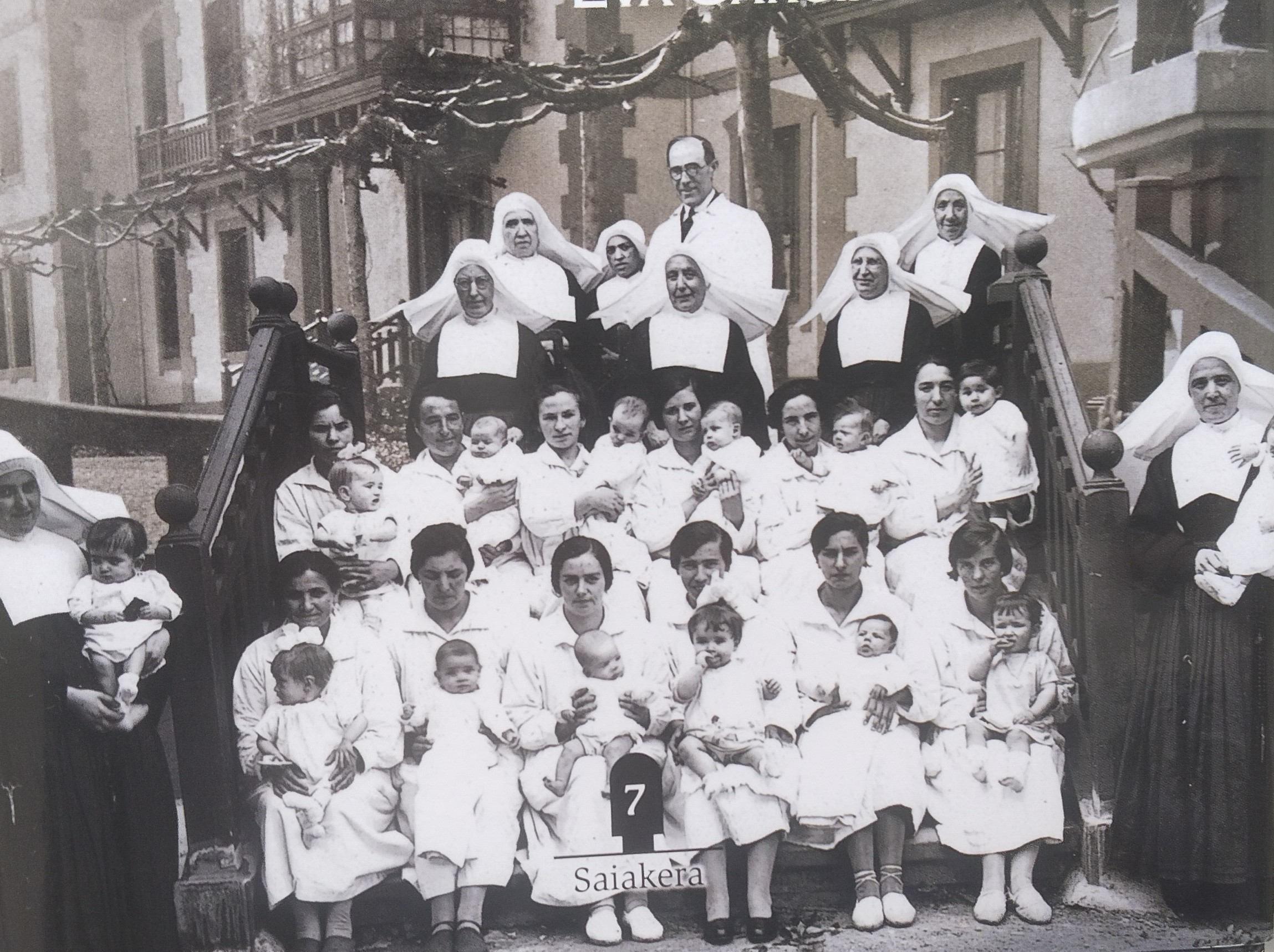
Los niños abandonados con sus nodrizas, monjas y el médico en Fraisoro hacia 1930

- Los niños abandonados con sus  nodrizas, monjas y el médico en Fraisoro hacia 1930En 1941 la Diputación de Guipúzcoa, a propuesta de Jesús Alustiza,[9] otorgó la Cruz de Beneficencia a la superiora de la Casa Cuna de Fraisoro[10] desde 1909 Sor Pilar Pano Castarlenas.[11]

Según relata la investigadora Eva García Magriñá en su libro, la organización de la Casa Cuna en sus inicios fue un poco caótica y desde la Diputación pidieron a las Hijas de la Caridad que destinara una   superiora experimentada y en caso de no hacerlo cambiarían de orden religiosa. Procedente de la Inclusa de Bilbao mandaron a Sor Pilar Pano Castarlinas. Su experiencia resultó muy útil y estableció protocolos de mejora de las condiciones de la Casa durante 34 años.
- En 1953 el Ayuntamiento de San Sebastián otorgó la medalla de plata de la ciudad a Sor Teodora Plazaola Azcárate por sus servicios prestados en la Gota de Leche de San Sebastián desde su inauguración en 1903. Tras más de 50 años de servicio atendió a muchas generaciones de niños donostiarras de una manera ejemplar.[13]
- En 1966 el Ayuntamiento de San Sebastián entregó la medalla de plata de la ciudad a la hermana de la caridad sor María Mendiguren Irizar, en reconocimiento a los 50 años de servicios ininterrumpidos en el Asilo Matía.[14]